# Homosexualität in Südkorea

Geografische Lage von Südkorea

Homosexualität ist in Südkorea mit Einschränkungen weitgehend legal.

## Legalität
Homosexualität ist in Südkorea legal. Im davon unabhängigen Militärstrafrecht, das nur für südkoreanische Militärangehörige Anwendung findet, ist Homosexualität mit Gefängnis bedroht. Das Schutzalter liegt einheitlich bei 16 Jahren.

## Antidiskriminierungsgesetze
Ein gesetzlicher Diskriminierungsschutz aufgrund der sexuellen Orientierung besteht nicht. Ein Gesetzesentwurf des Justizministeriums im Jahr 2007, der unter anderem auch einen Schutz gegen Diskriminierung aufgrund der sexuellen Identität beinhalten sollte, wurde nicht umgesetzt und der entsprechende Artikel entfernt.
Südkoreanische Militärgerichte können aufgrund des Artikels 92-6 aus dem Jahr 1962 der Militärstrafgesetze gleichgeschlechtliche Liebe mit bis zu 2 Jahr Gefängnis bestrafen. Rekruten müssen bei der Musterung eine Vielzahl von Fragen, auch über ihre sexuelle Orientierung, beantworten und werden gegebenenfalls vom Militärdienst ausgeschlossen. Die Regierung Südkoreas ließ im November 2008 vom Verfassungsgericht die Rechtmäßigkeit von Artikel 92 überprüfen. Im April 2011 entschied das Gericht, dass das Militär die Strafe aufrechterhalten darf, 2023 bestätigte es diese Entscheidung erneut. Im Jahr 2022 hingegen, entschied das Oberste Gericht Südkorea erstmals zugunsten zweier schwuler Soldaten: es hob ein Urteil des Militärgerichts auf, dass die beiden Soldaten für sexuelle Handlungen außerhalb ihrer Militäreinrichtung verurteilen wollte. Das Gesetz könne nicht auf einvernehmlichen Sex außerhalb der Dienstzeiten und außerhalb von Militärgelände angewandt werden.

## Anerkennung gleichgeschlechtlicher Partnerschaften
Eine gleichgeschlechtliche Ehe oder eingetragene Partnerschaft ist in Südkorea nicht erlaubt.
Die erste rechtliche Anerkennung gleichgeschlechtlicher Partnerschaften erfolgte Februar 2023, als ein Gericht festlegte, dass diese Personen aus gleichgeschlechtlichen Beziehungen dieselben Ansprüche im Rahmen der nationalen Krankenversicherungsdienste haben, wie heterosexuellen Ehepartner und -partnerinnen.
Im darauffolgenden Monat, April 2023 wurde der erste Gesetzesentwurf zur Ehegleichheit eingereicht mit Unterstützenden aus allen großen Parteien Südkoreas. Der Entwurf sah vor, die gleichgeschlechtliche Ehe im Zivilgesetzbuch mit der heterosexuellen Ehe gleichzusetzen.

## Gesellschaftliche Situation
Die südkoreanische Gesellschaft ist stark von konfuzianischer Tradition und dem Christentum geprägt.
Im April 2003 hat das Youth Protection Committee of South Korea, welches offiziell für den Jugendschutz zuständig ist, auf jahrelangen Druck des Korean National Human Rights Protection Committee (NHRPC) und der koreanischen LGBTQ-Organisation Iban die Homosexualität, welche als „obszön und schädlich“ klassifiziert war, aus der Liste der jugendgefährdenden Handlungen genommen. Somit ist die Indizierung von LGBTQ-Publikationen und LGBTQ-Webseiten nicht mehr möglich.
Südkoreanische Filme wie beispielsweise Zerbrochene Zweige (1995), The King and the Clown (2005), Memento Mori – Gedenke des Todes, No Regret – Im Schatten der Liebe und Die Taschendiebin (2016) greifen das Thema Homosexualität auf. Neuere Serien, wie Prison Playbook (2017–2018) oder Be Melodramatic (2019-) porträtieren schwule Männer. Das erfolgreiche Where Your Eyes Linger (2020) wurde vom Bucheon International Fantastic Film Festival als erstes sogenanntes Boys' Love Drama Südkoreas betitelt. 2021 folgte das nächste BL Drama Tinted With You.
In Seoul findet seit 2001 jährlich das Korea Queer Film Festival statt, die bisher größte LGBTQ Veranstaltung des Landes. 2023 fand in Daegu das 15. Daegu Queer Culture Festival (DQCF) statt, wobei es zu Ausschreitungen zwischen dem Bürgermeister Hong Joon-pyo und den von ihm eingestellten öffentlichen Bediensteten mit der Polizei kam, welche die Feiernden beschützte. Hong Joon-pyo hatte 450 öffentliche Bedienstete dazu beauftragt, die Veranstaltung zu blockieren, da diese jedoch rechtmäßig angemeldet war, räumte die Polizei die Szene und stellte sicher, dass das Festival wie geplant verlaufen konnte. Im gleichen Jahr gab es acht Pride Festivals in Südkorea.
LGBT-Filmfestivals und Beratungszentren haben sich in Südkorea im vergangenen Jahrzehnt gebildet. Eine homosexuelle Community gibt es vorrangig in der Hauptstadt Seoul sowie in der Hafenstadt Busan.